# Alec Douglas-Home
Alexander Frederick Douglas-Home, Barão Home de Hirsel KT PC (Londres, 2 de julho de 1903 — Berwickshire, 9 de outubro de 1995), conhecido como Lorde Dunglass de 1918 a 1951 e Conde de Home de 1951 a 1963, era um político conservador britânico que serviu como primeiro-ministro do Reino Unido de 1963 até 1964. Ele foi o único primeiro-ministro britânico nascido durante a era eduardiana e o último a ocupar o cargo enquanto membro da Câmara dos Lordes, antes de renunciar à sua nobreza e ocupar um assento na Câmara dos Comuns para o restante de seu governo. Sua reputação, entretanto, depende mais de seus dois períodos como ministro das Relações Exteriores da Grã-Bretanha do que de seu breve cargo de primeiro-ministro.

## Vida
O filho mais velho de Charles Douglas-Home, Lord Dunglass, nasceu em 1903 na 28 South Street em Mayfair, Londres, que sua família alugou do político e corretor da bolsa, Sir Cuthbert Quilter, e foi a futura casa de Barbara Cartland, autora e socialite. Douglas-Home foi educado na Ludgrove School, Eton College e Christ Church, Oxford. Jogador de críquete talentoso, ele jogava críquete de primeira classe no clube e no condado; ele começou a servir no Exército Territorial a partir de 1924. Douglas-Home (sob o(título de cortesia, Lorde Dunglass)) ingressou no Parlamento em 1931 e atuou como assessor parlamentar de Neville Chamberlain, embora seu diagnóstico de tuberculose espinhal em 1940 o tenha imobilizado por dois anos. Tendo se recuperado o suficiente para retomar sua carreira política, Douglas-Home perdeu seu assento para o Partido Trabalhista nas eleições gerais de 1945. Ele o recuperou em 1950, mas deixou a Câmara dos Comuns no ano seguinte, quando, com a morte de seu pai, entrou para os Lordes como o 14.º Conde de Home. No governo conservador seguinte, Home foi nomeado para cargos cada vez mais importantes, como Líder da Câmara dos Lordes e Secretário de Relações Exteriores. No último cargo (1960-63), ele apoiou a resolução dos Estados Unidos na Crise dos Mísseis de Cuba e foi signatário do Tratado de Proibição de Testes Nucleares Parciais em agosto de 1963.
Em outubro de 1963, Harold Macmillan renunciou ao cargo de primeiro-ministro e Douglas-Home foi escolhido para sucedê-lo. Na década de 1960, era inaceitável para um primeiro-ministro sentar-se na Câmara dos Lordes, então Home negou seu título hereditário e concorreu à eleição para o Parlamento como Sir Alec Douglas-Home. A forma de sua nomeação foi controversa, e dois ministros do Gabinete Macmillan recusaram-se a permanecer no cargo sob suas ordens. Criticado pelo Partido Trabalhista como um aristocrata distante, ele aparecia ser duro em entrevistas para a televisão, em contraste com o líder trabalhista Harold Wilson. Como primeiro-ministro, o comportamento e a aparência de Douglas-Home permaneceram aristocráticos e antiquados. Seu conhecimento de economia era primitivo, e ele deu a seu chanceler, Reginald Maudling, rédea solta para lidar com os assuntos financeiros. Ele gostava de lidar com a política externa e seu secretário de Relações Exteriores, Rab Butler, não era especialmente enérgico, mas não havia grandes crises ou problemas para resolver. O Partido Conservador, tendo governado por quase doze anos, perdeu sua posição após o escandaloso caso Profumo sob Macmillan e, pelo governo de Douglas-Home, parecia fadado a uma pesada derrota eleitoral; seu governo foi o segundo mais breve do século XX.

Derrotado por pouco nas eleições gerais de 1964, Douglas-Home renunciou à liderança do partido em julho de 1965. Mais tarde, ele serviu no gabinete do primeiro-ministro Edward Heath no Foreign and Commonwealth Office (1970-1974), uma versão ampliada de seu antigo secretário. Após a primeira das derrotas conservadoras gêmeas de 1974, ele renunciou na segunda, a eleição de outubro de 1974, e voltou para a câmara dos Lordes. Ele gradualmente se aposentou da política da linha de frente e morreu em 1995, aos 92 anos.